# ウラジーミル・マルコフニコフ
ウラジーミル・ワシリエヴィチ・マルコフニコフ（Влади́мир Васи́льевич Марко́вников、ラテン翻字: Vladimir Vasilevich Markovnikov、1838年12月22日 - 1904年2月11日）は、ロシアの化学者である。
マルコフニコフは、最初は経済学を学んだが、のちにアレクサンドル・ブートレロフの助手となり、カザン大学とサンクトペテルブルク大学で化学を学んだ。1860年から2年間ドイツへ留学して、エミール・エルレンマイヤーとヘルマン・コルベのもとで学んだ。ロシアに帰国して、1869年に博士号を取得し、カザン大学の教授に就任した。1871年からオデッサ大学の教授を務め、その2年後からモスクワ大学の教授を務めた。
マルコフニコフは、彼が1869年に発見したマルコフニコフ則でよく知られている。この規則は、付加反応生成物の分子構造の予測に有用である。彼はこの規則をロシア語以外で公開しなかったので、彼の仕事の大部分は1889年まで知られていなかった。
さらにマルコフニコフは、1879年に6炭素原子以上の炭素環、4炭素原子の炭素環を発見し、1889年に7炭素原子の炭素環を発見することによって、有機化学に貢献した。